# Daihatsu Terios
Der Daihatsu Terios ist ein kompakter SUV der Marke Daihatsu. Er wurde 1997 erstmals vorgestellt und gilt als Nachfolger des Daihatsu Rocky. Der Name Terios bedeutet auf Griechisch Wunschtraum. In Asien wurde er in der ersten Generation auch als Toyota Cami, Daihatsu Taruna und Perodua Kembara verkauft sowie in einer kürzeren Version als Daihatsu Terios Kid. Der Terios ist – im Gegensatz zu seinen Vorgängermodellen – ausschließlich fünftürig erhältlich.

## Daihatsu Terios J100 (1997–2006)
Die erste Generation kam 1997 auf den Markt. Im Jahr 2000 erfolgte ein Facelifting, im Rahmen dessen der Terios einen Chromkühler erhielt. Der Terios der ersten Generation war mit Motoren aus dem Daihatsu Charade lieferbar. Es wurde ein 5-Gang-Schaltgetriebe oder ein 4-Stufen-Automatikgetriebe angeboten, außerdem konnte der Terios wahlweise sowohl mit Zwei- als auch Allradantrieb gekauft werden.
| Technische Übersicht                             |                                                     |                                                     |                                                     |
| Motornummer:                                     | HC-EJ                                               | K3-VE                                               | K3-VET                                              |
| Motor:                                           | 4-Zyl.-Reihenmotor                                  | 4-Zyl.-Reihenmotor                                  | 4-Zyl.-Reihenmotor mit Turbolader                   |
| Hubraum:                                         | 1296 cm³                                            | 1297 cm³                                            | 1297 cm³                                            |
| Leistung bei 1/min:                              | 61 kW bei 6100                                      | 68 kW bei ?                                         | 103 kW bei ?                                        |
| Kühlung:                                         | Wasserkühlung                                       | Wasserkühlung                                       | Wasserkühlung                                       |
| Getriebe:                                        | 5-Gang Schaltgetriebe                               | 5-Gang Schaltgetriebe                               | 5-Gang Schaltgetriebe                               |
| Bremsen:                                         | unbel. Scheibenbremsen vorne / Trommelbremse hinten | unbel. Scheibenbremsen vorne / Trommelbremse hinten | unbel. Scheibenbremsen vorne / Trommelbremse hinten |
| Länge:                                           | 3845 mm                                             | 3845 mm                                             | 3845 mm                                             |
| Breite:                                          | 1555 mm                                             | 1555 mm                                             | 1555 mm                                             |
| Höhe:                                            | 1695 mm (1715 mm mit Dachreling)                    | 1695 mm (1715 mm mit Dachreling)                    | 1695 mm (1715 mm mit Dachreling)                    |
| Radstand:                                        | 2420 mm                                             | 2420 mm                                             | 2420 mm                                             |
| Spurweite vorn/hinten:                           | 1315/1310 mm                                        | 1315/1310 mm                                        | 1315/1310 mm                                        |
| Leergewicht:                                     | 994–1028 kg                                         | 994–1028 kg                                         | 994–1028 kg                                         |
| zuläss. Gesamtgewicht:                           | 1550 kg                                             | 1550 kg                                             | 1550 kg                                             |
| Anhängelast gebremst/ungeb.:                     | 1400 kg / 400 kg                                    | ? kg / ? kg                                         | ? kg / ? kg                                         |
| Höchstgeschwindigkeit (5-Gang Allrad):           | 145 km/h                                            | ? km/h                                              | ? km/h                                              |
| Verbrauch (Liter/100 Kilometer) (5-Gang Allrad): | 8,6                                                 | ?                                                   | ?                                                   |

## Daihatsu Terios J200 (2006–2017)
Im Jahre 2006 wurde ein Nachfolgemodell präsentiert, das in Zusammenarbeit mit Toyota entstand. Der neue Terios wird auch als Toyota Rush und Daihatsu Be‣go verkauft. Anfang 2009 erhielt die zweite Generation des Terios eine Modellpflege, bei dem die Front, speziell der Kühlergrill, und die Heckleuchten verändert wurden.
Da sich Daihatsu ab Anfang 2013 vom deutschen, ab Ende 2014 vom europäischen Markt (solange gab es in Spanien Neuwagen) zurückzog, wird das Modell seitdem in Europa nicht mehr angeboten.

### Technische Daten
|                                             | 1.5 2WD                      | 1.5 4WD                      |
| Bauzeitraum                                 | 2006–2017                    | 2006–2017                    |
| Motorkenndaten                              |                              |                              |
| Motortyp                                    | R4-Ottomotor                 | R4-Ottomotor                 |
| Hubraum                                     | 1495 cm³                     | 1495 cm³                     |
| Verdichtungsverhältnis                      | 10,0 : 1                     | 10,0 : 1                     |
| max. Leistung bei min−1                     | 75 kW (102 PS) / 6000        | 75 kW (102 PS) / 6000        |
| max. Drehmoment bei min−1                   | 140 Nm / 4400                | 140 Nm / 4400                |
| Kraftübertragung                            |                              |                              |
| Antrieb                                     | Hinterradantrieb             | Allradantrieb                |
| Getriebe, serienmäßig                       | 5-Gang-Schaltgetriebe        | 5-Gang-Schaltgetriebe        |
| Getriebe, optional                          | [4-Stufen-Automatikgetriebe] | [4-Stufen-Automatikgetriebe] |
| Messwerte                                   |                              |                              |
| Höchstgeschwindigkeit                       | 160 km/h [150 km/h]          | 160 km/h [150 km/h]          |
| Beschleunigung, 0–100 km/h                  | 11,8 s                       | 12,4 s [14,0 s]              |
| Kraftstoffverbrauch auf 100 km (kombiniert) | 7,2 l Super                  | 7,7 l Super                  |
| Tankinhalt                                  | 50 l                         | 50 l                         |

## Daihatsu Terios F800 (seit 2017)
Die dritte Generation des Terios wurde im November 2017 in Indonesien vorgestellt. Dort wird sie seit Anfang Januar 2018 verkauft. Im Mai 2018 wurde das Fahrzeug unter anderem auch in den Vereinigten Arabischen Emiraten und auf den Philippinen eingeführt. Eine überarbeitete Version debütierte im Juni 2023. Erstmals wird der Terios auch mit sieben Sitzplätzen angeboten.

## Terios weltweit

### Premier Ri0 / Rio+
Das erste Modell wird vom indischen Automobilhersteller Premier Automobiles weiterhin als Premier RiO produziert. Allerdings kommt hier ein Nachbau des PSA-XU-Motor Dieselmotor aus dem Peugeot 309 zum Einsatz und war bei der Präsentation das erste indische SUV mit Dieselmotor.
Als Premier Rio+ wird das aktuelle Terios Modell produziert.

### Perodua Kembara / Perodua Nautica
Perodua aus Kuala Lumpur baut den Terios I als Perodua Kembara und das aktuelle Modell als Perodua Nautica.

## Bilder

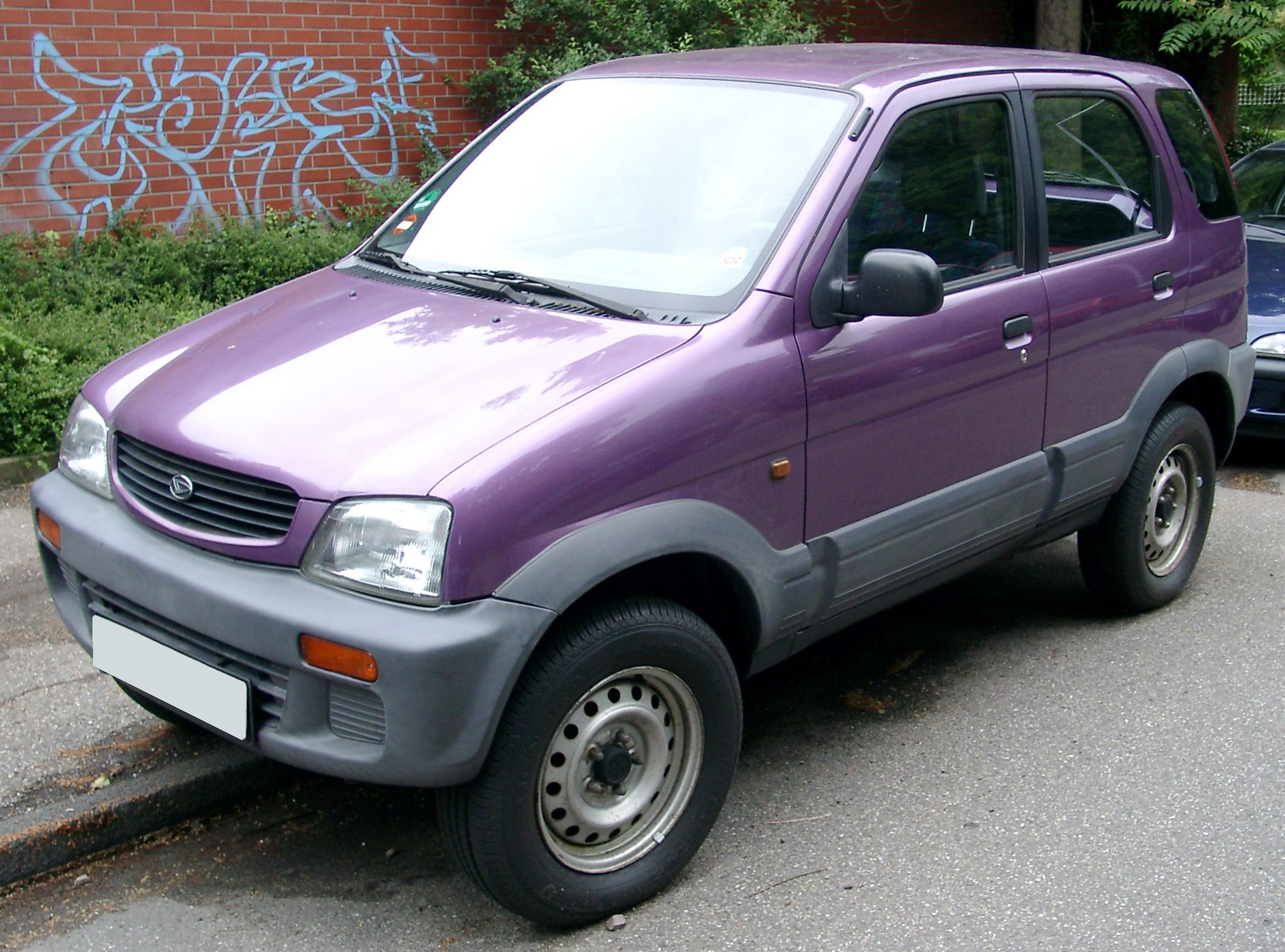
Daihatsu Terios Plus (1997–2006)
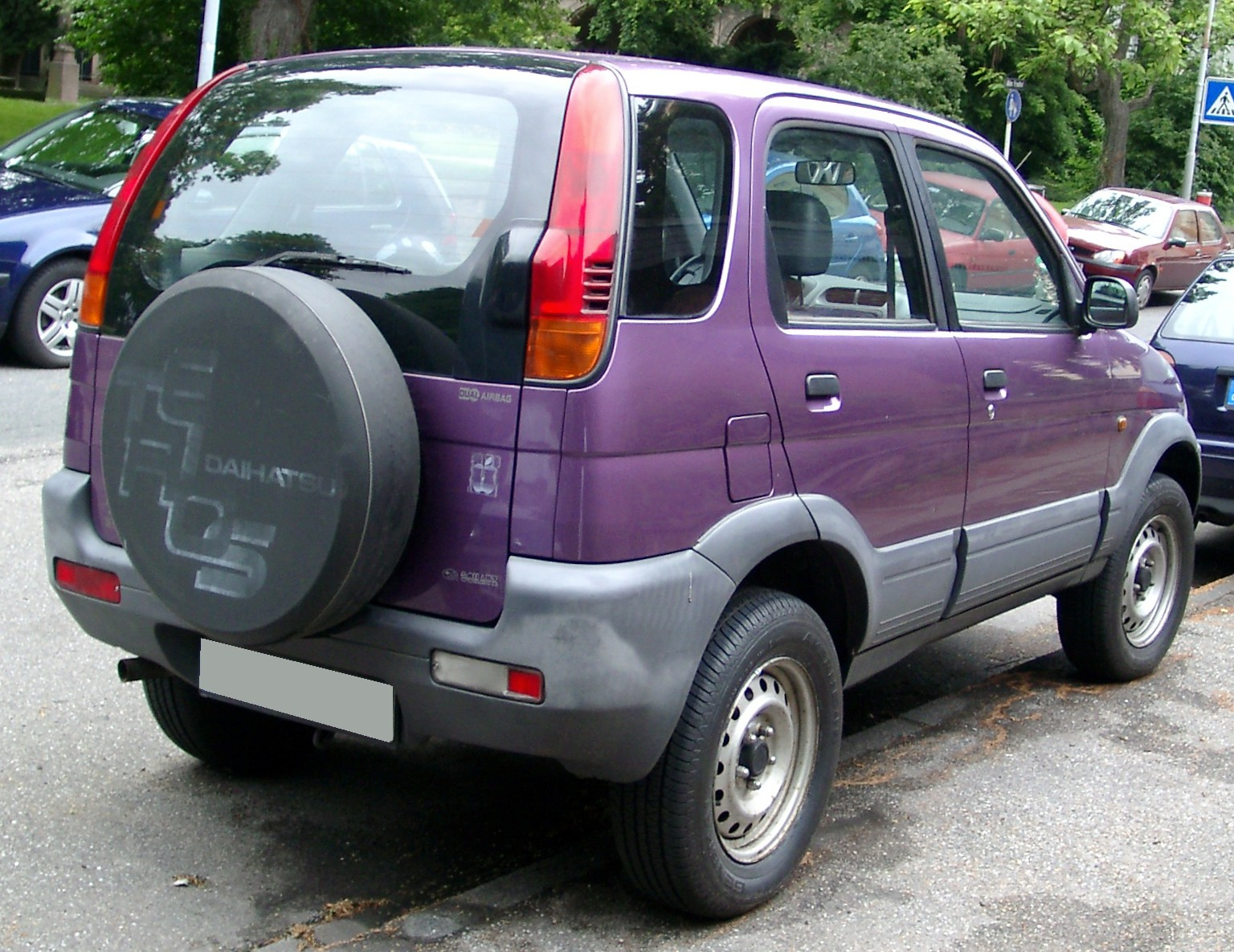
Heckansicht
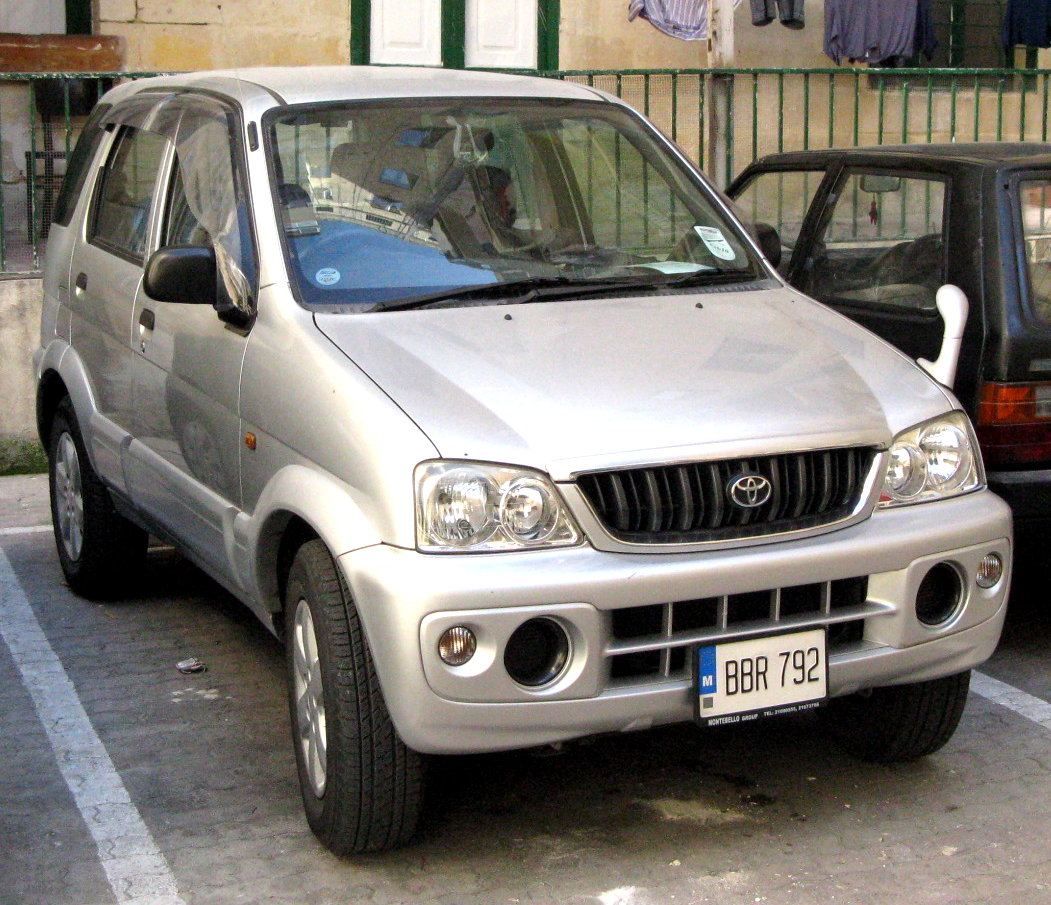
Toyota Cami
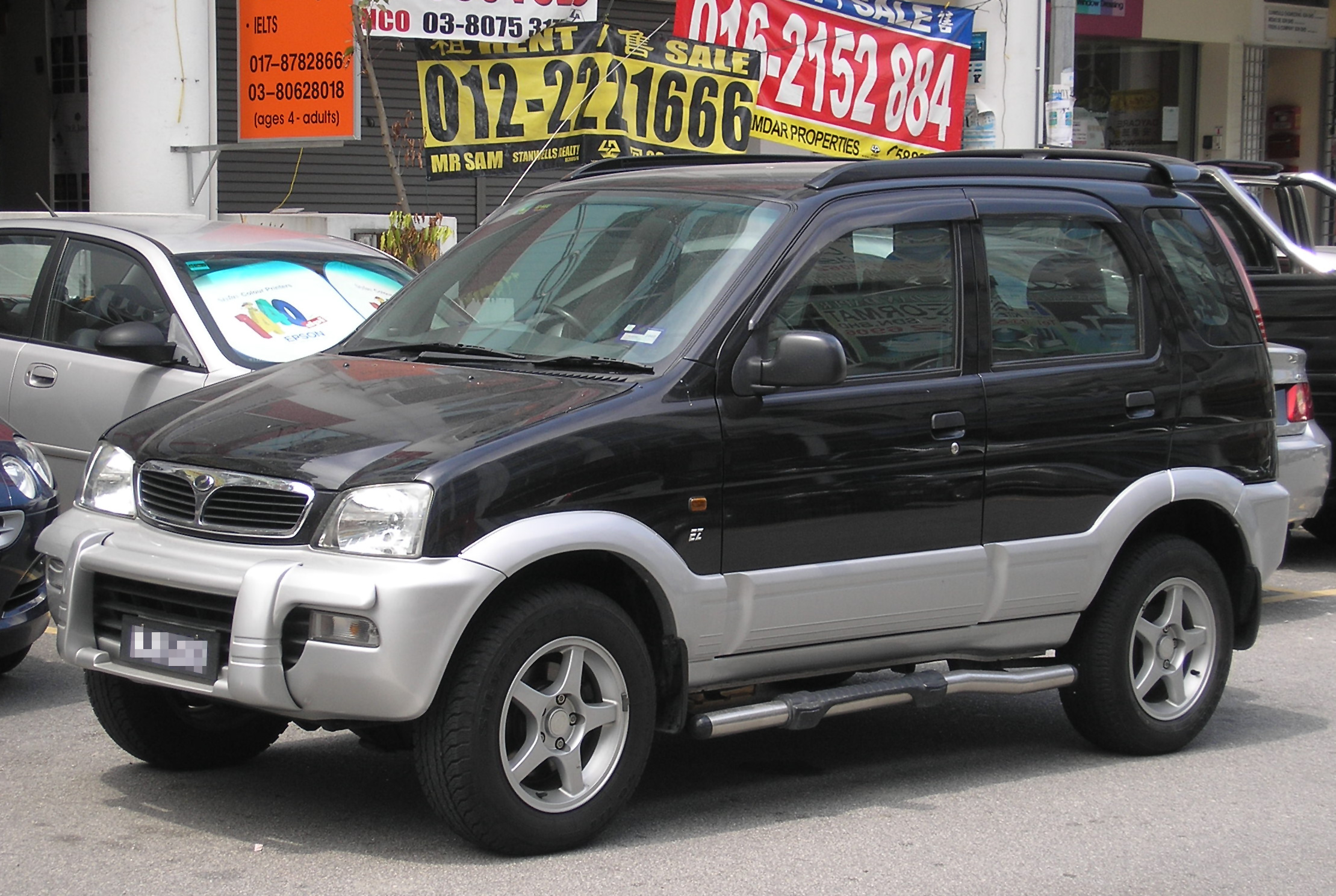
Perodua Kembara
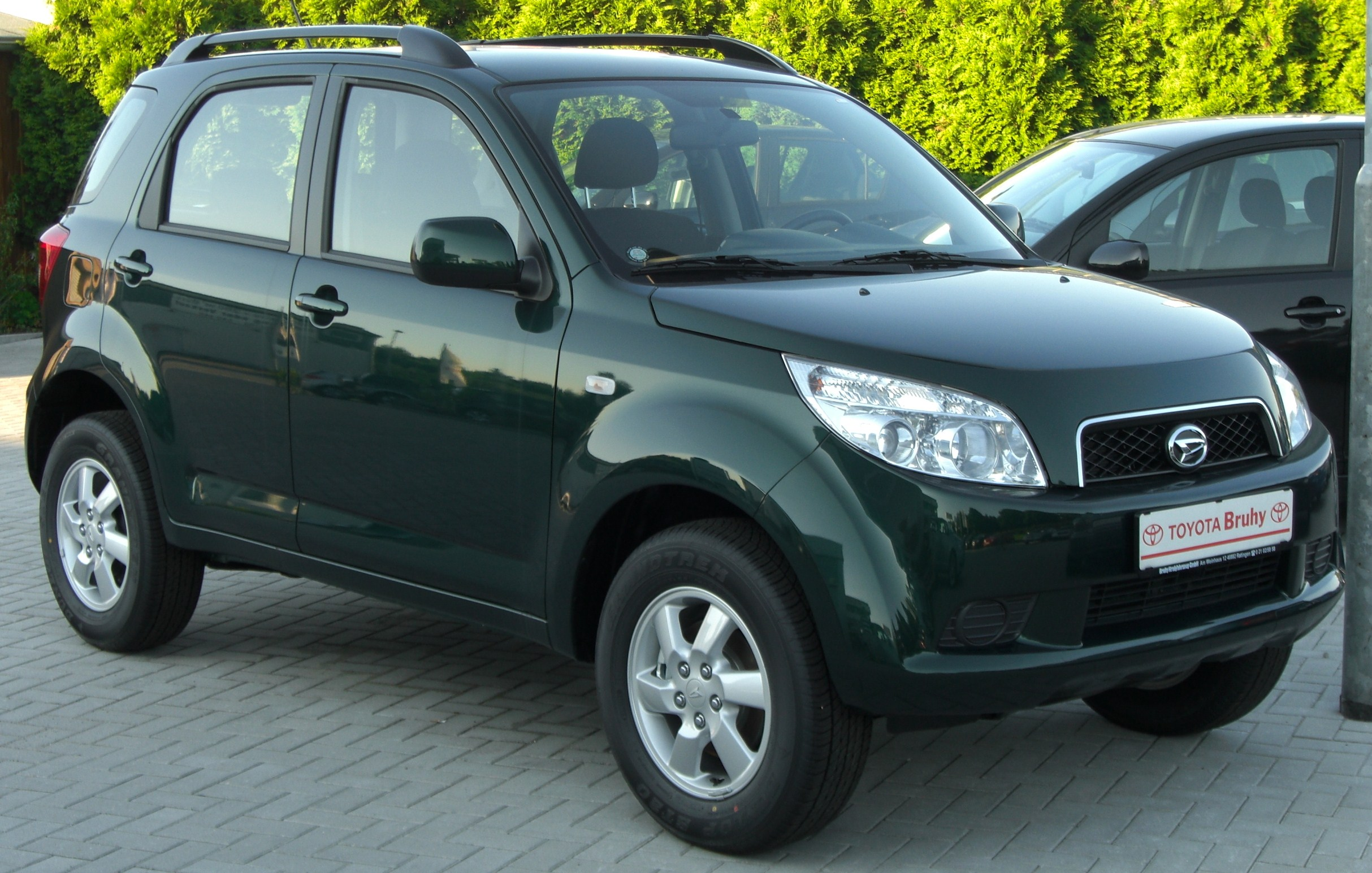
Daihatsu Terios II (2006–2008)
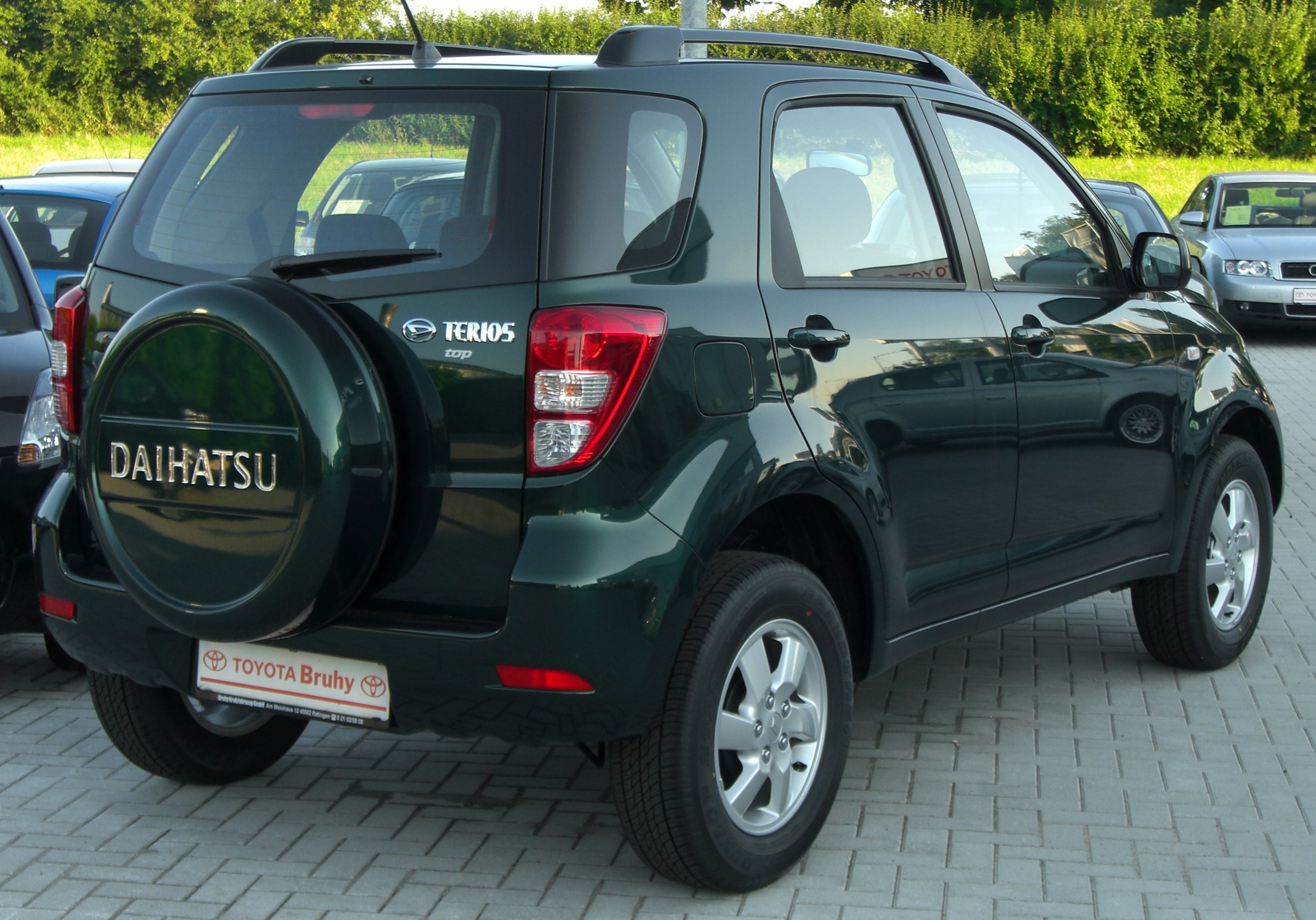
Heckansicht
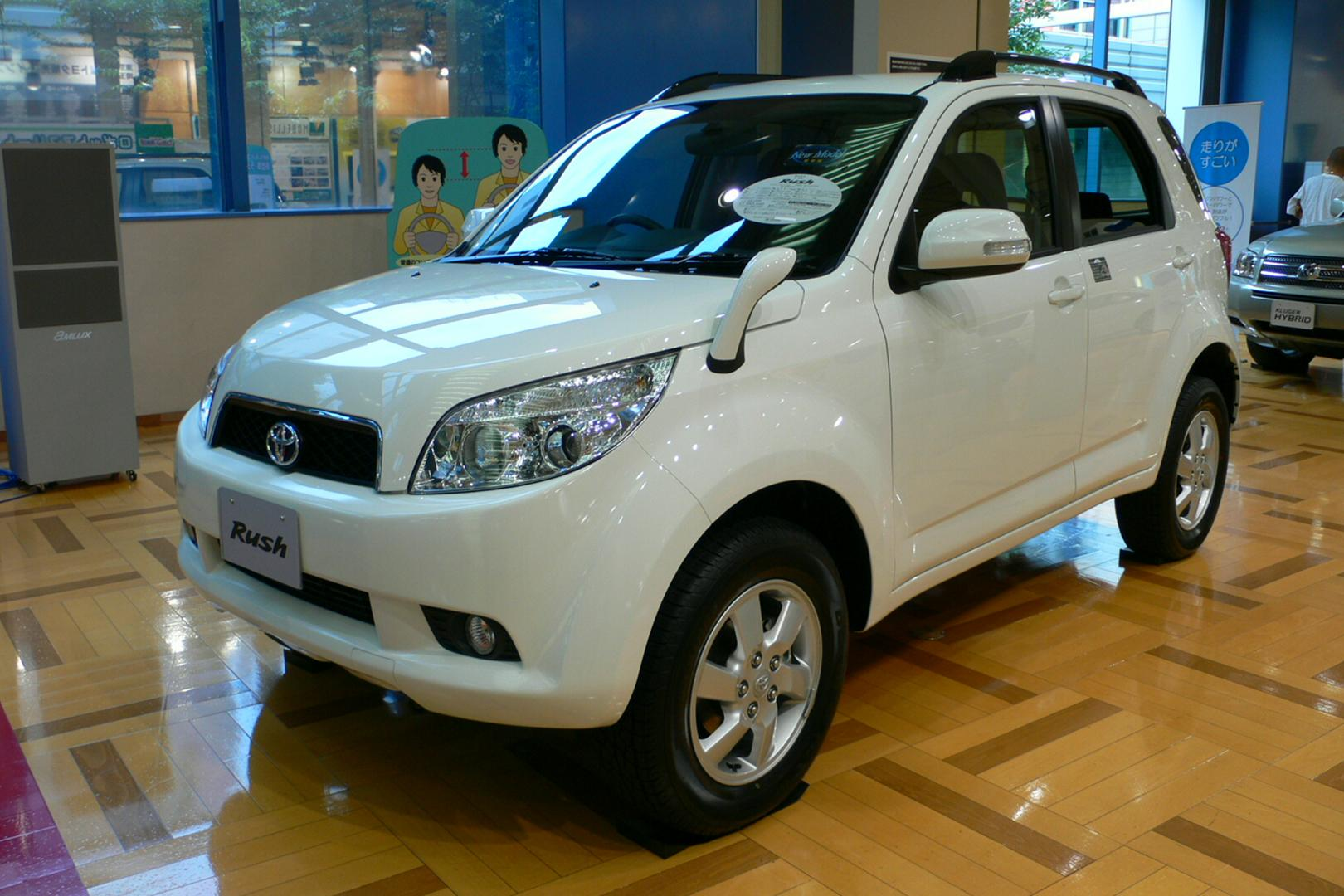
Toyota Rush
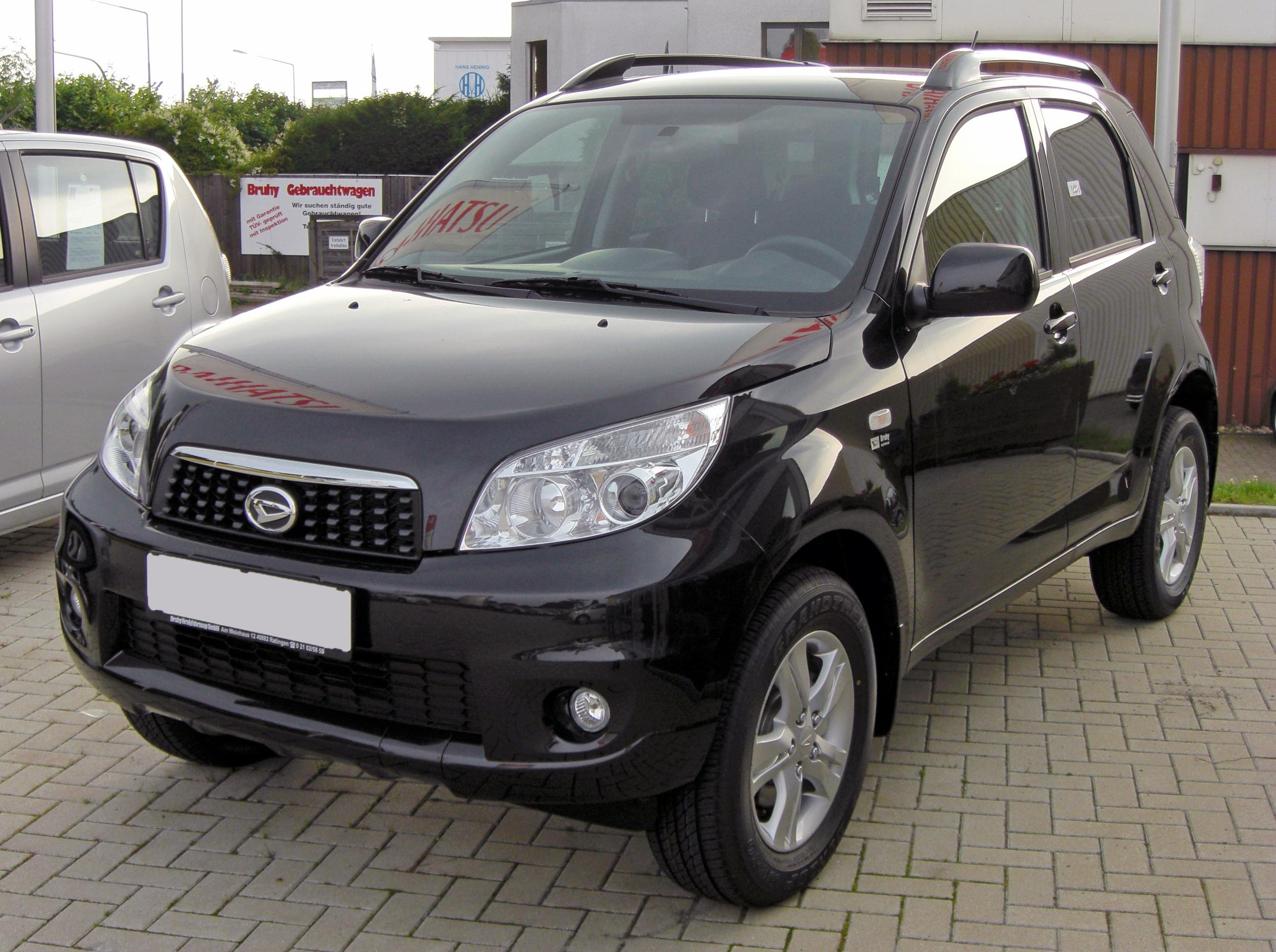
Daihatsu Terios II, Modellpflege (seit 2009)
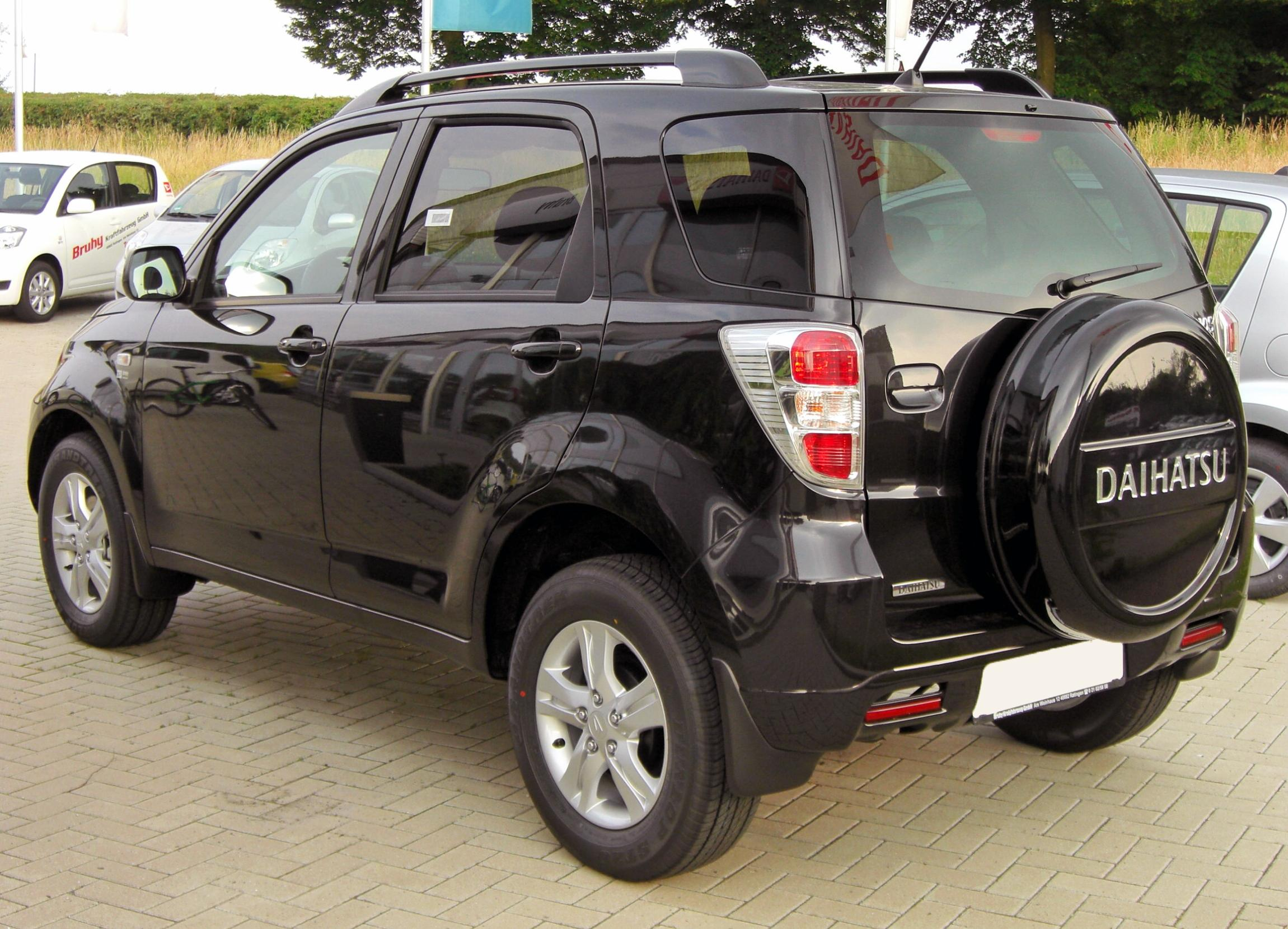
Heckansicht
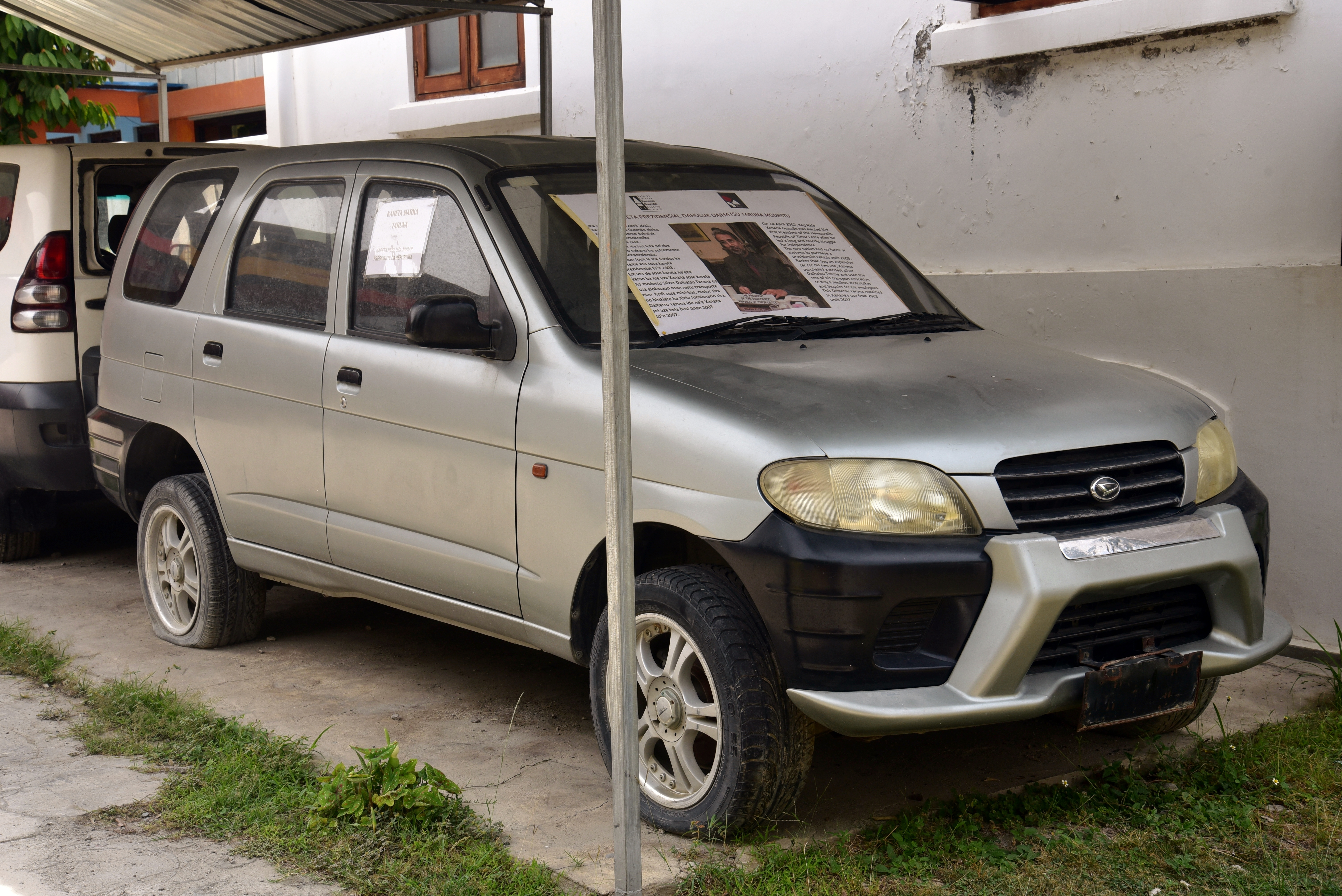
Dienstwagen des ersten Präsidenten Osttimors
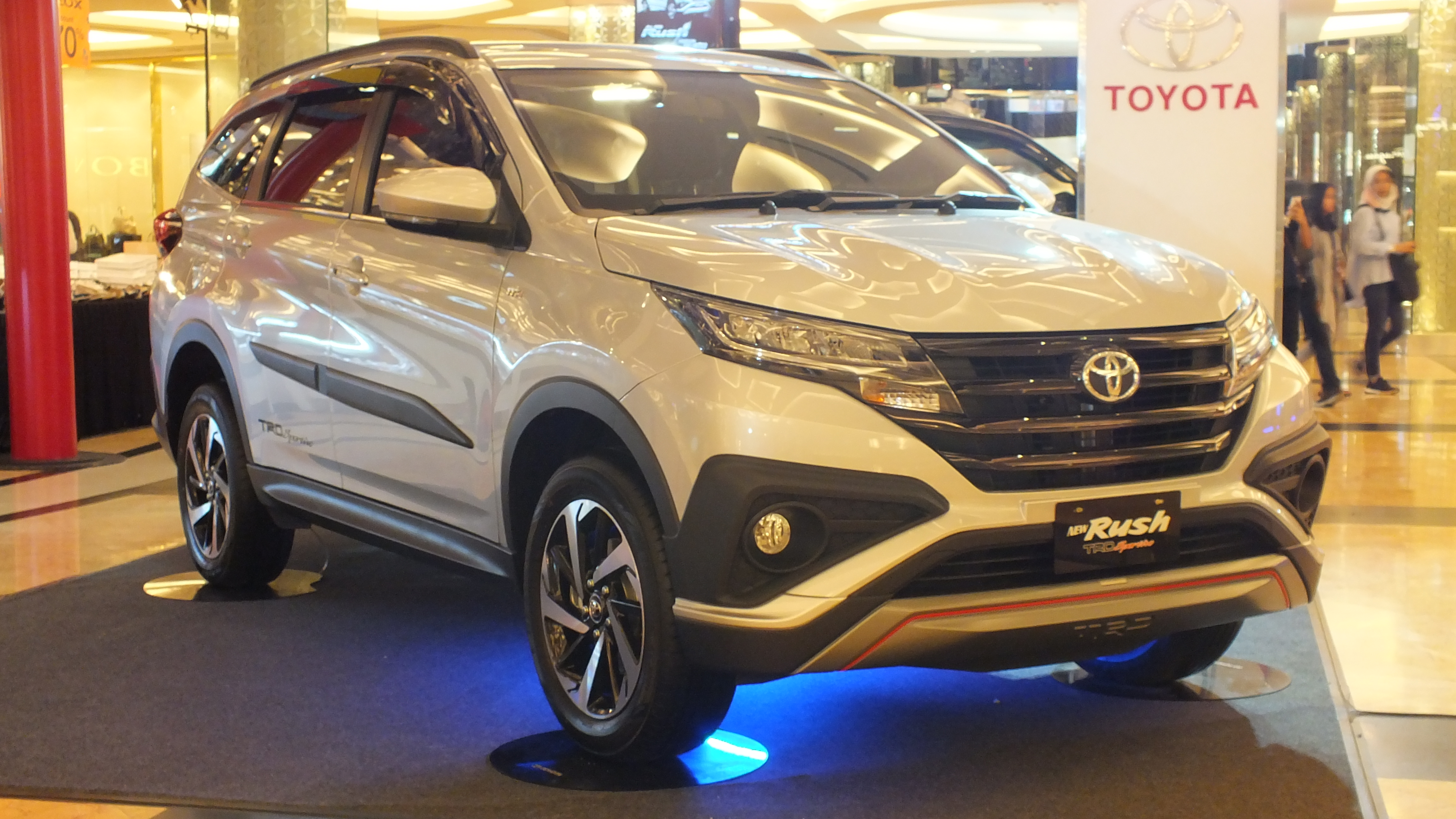
Toyota Rush II